# خدای دروغین
خدای دروغین (انگلیسی: False god) یک اصطلاح تحقیرآمیز است که در دین‌های ابراهیمی (یعنی یهودیت، سامری‌گرایی، مسیحیت، بهائیت و اسلام) برای اشاره به بت (الوهیت) یا الوهیت ادیان پیگنیسم غیر ابراهیمی، و همچنین سایر موجودات یا اشیاء رقیب که اهمیت خاصی به آنها نسبت داده می‌شود، از آن استفاده می‌شود. در مقابل، پیروان جاندارانگاری و مذاهب چندخداپرستی ممکن است خدای ادیان مختلف توحیدی را «خدایان دروغین» بدانند، زیرا معتقدند هیچ خدای واقعی دارای خصوصیاتی نیست که موحدان به خدای یگانه خود نسبت می‌دهند. آتئیست‌ها، که به هیچ خدایی اعتقاد ندارند، معمولاً از اصطلاح «خدای دروغین» استفاده نمی‌کنند، حتی اگر از دیدگاه آتئیست همه خدایان را دربر گیرد. استفاده از این اصطلاح عموماً محدود به خداباوران است، که برخی خدایان یا تنها یک خدا را پرستش می‌کنند، اما برخی دیگر را نمی‌پرستند.

## نمای کلی
در ادیان ابراهیمی «خدای دروغین» یک عنوان و اصطلاح تحقیرآمیز است که برای اشاره به هر خدا یا موضوع عبادت، به غیر از خدای ابراهیمی استفاده می‌شود. از نظر پیروان دین‌های ابراهیمی این نوع اشاره در اقتدار یا توانائی خود غیرمشروع تلقی می‌شود و این توصیف بیشتر به عنوان تعریف «بت» به کار می‌رود.